# Puntius mudumalaiensis
 Puntius mudumalaiensis és una espècie de peix cipriniforme de la família dels ciprínids.

## Morfologia
Els mascles poden assolir els 2,3 cm de longitud total.

## Distribució geogràfica
Es troba a Tamil Nadu (Índia).